# Беркенешть (Прахова)
Беркенешть, Беркенешті (рум. Bărcănești) — село у повіті Прахова в Румунії. Входить до складу комуни Беркенешть.
Село розташоване на відстані 49 км на північ від Бухареста, 6 км на південь від Плоєшті, 92 км на південь від Брашова.

## Населення
За даними перепису населення 2002 року у селі проживали 3250 осіб. Рідною мовою 3245 осіб (99,8%) назвали румунську.
Національний склад населення села:
| Національність | Кількість осіб | Відсоток |
| -------------- | -------------- | -------- |
| румуни         | 3166           | 97,4%    |
| цигани         | 81             | 2,5%     |